# Anomala cladera
Anomala cladera är en skalbaggsart som beskrevs av Ohaus 1912. Anomala cladera ingår i släktet Anomala och familjen Rutelidae. Inga underarter finns listade i Catalogue of Life.